# Tau Herculis
Désignations
Tau Herculis (τ Her, τ Herculis) est une étoile de 4e magnitude de la constellation d'Hercule.

## Caractéristiques

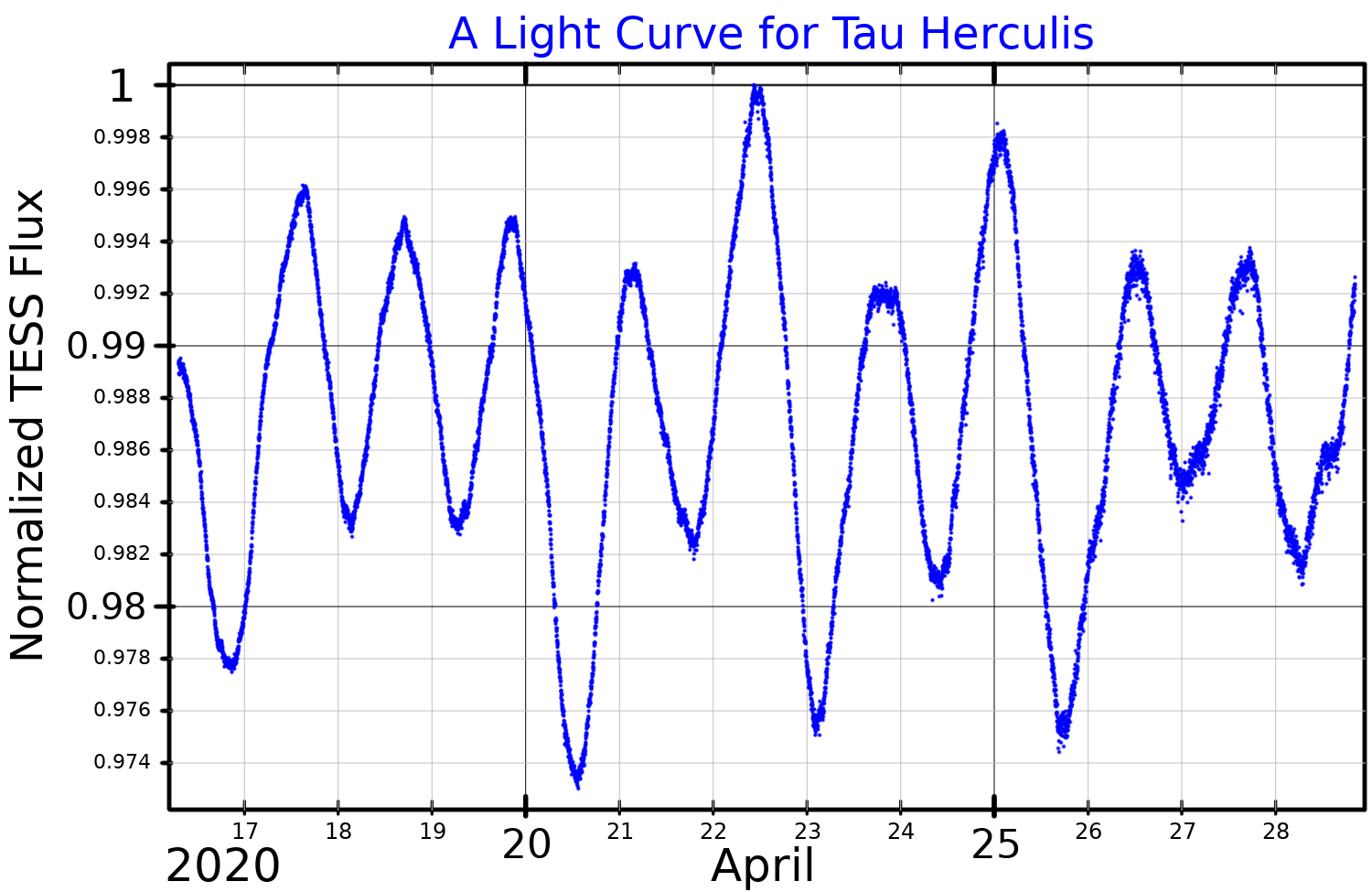
Courbe de lumière de Tau Herculis, obtenue à partir des données du satellite TESS.

Tau Herculis est une sous-géante de type spectral B5IV. Sa masse vaut quatre fois celle du Soleil et son âge est estimé à 26 millions d'années. Bien que sa magnitude apparente soit de seulement 3,89, comme toutes les étoiles de type B, elle est très lumineuse, fournissant une luminosité bolométrique totale égale à 574 fois celle du Soleil. La nouvelle réduction des données d'Hipparcos estime sa distance à environ 94,3 pc (∼308 al).
Tau Herculis est également une étoile variable, une étoile de type B à pulsation lente, avec une amplitude de variation de 0,03 magnitude identifiée par le satellite Hipparcos.
Cette étoile était l'étoile polaire nord autour de l'année 7400 av. J.-C., un phénomène qui devrait se reproduire aux environs de l'année 18400 à cause de la précession des équinoxes.

## Noms traditionnels
Son nom traditionnel Rukbalgethi Shemali est d'origine arabe et partage certaines caractéristiques étymologiques avec les étoiles Ruchbah et Zubeneschamali ; il signifie le "genou du nord" d'Hercule[Information douteuse],[source insuffisante].
En chinois, 七公 (Qī Gōng), signifiant Sept Excellences, fait référence à un astérisme constitué de τ Herculis, 42 Herculis, φ Herculis, χ Herculis, ν1 Bootis, μ1 Bootis et δ Bootis. Par conséquent, τ Herculis elle-même est appelée 七公二 (Qī Gōng èr, la deuxième étoile des sept Excellences).